# Poděvousy
Poděvousy (německy Podiefuß) jsou obec v okrese Domažlice v Plzeňském kraji. Žije v ní 242 obyvatel.

## Historie
První písemná zmínka o obci pochází z roku 1115.

## Obyvatelstvo
| Rok            | 1869 | 1880 | 1890 | 1900 | 1910 | 1921 | 1930 | 1950 | 1961 | 1970 | 1980 | 1991 | 2001 | 2011 | 2021 |
| -------------- | ---- | ---- | ---- | ---- | ---- | ---- | ---- | ---- | ---- | ---- | ---- | ---- | ---- | ---- | ---- |
| Počet obyvatel | 346  | 348  | 368  | 396  | 429  | 484  | 422  | 360  | 357  | 335  | 293  | 248  | 258  | 226  | 231  |
| Počet domů     | 43   | 47   | 49   | 56   | 68   | 78   | 96   | 106  | 100  | 94   | 89   | 93   | 100  | 103  | 106  |

## Obecní správa
Mezi lety 1850–1960 Poděvousy byly obcí v okrese Horšovský Týn (1869–1930) (v letech 1869–1910 Horšův Týn) a později v okrese Stod. V letech 1961–1980 patřily jako část obce k Čermné. Od 1. července 1980 do 23. listopadu 1990 patřily jako část obce k Srbicím a od 24. listopadu 1990 jsou opět samostatnou obcí v okrese Domažlice.

### Obecní symboly
Znak byl obci udělen rozhodnutím předsedkyně Poslanecké sněmovny Parlamentu České republiky dne 12. července 2023.

## Pamětihodnosti
- Venkovské usedlosti čp. 8[8]a 26

## Galerie

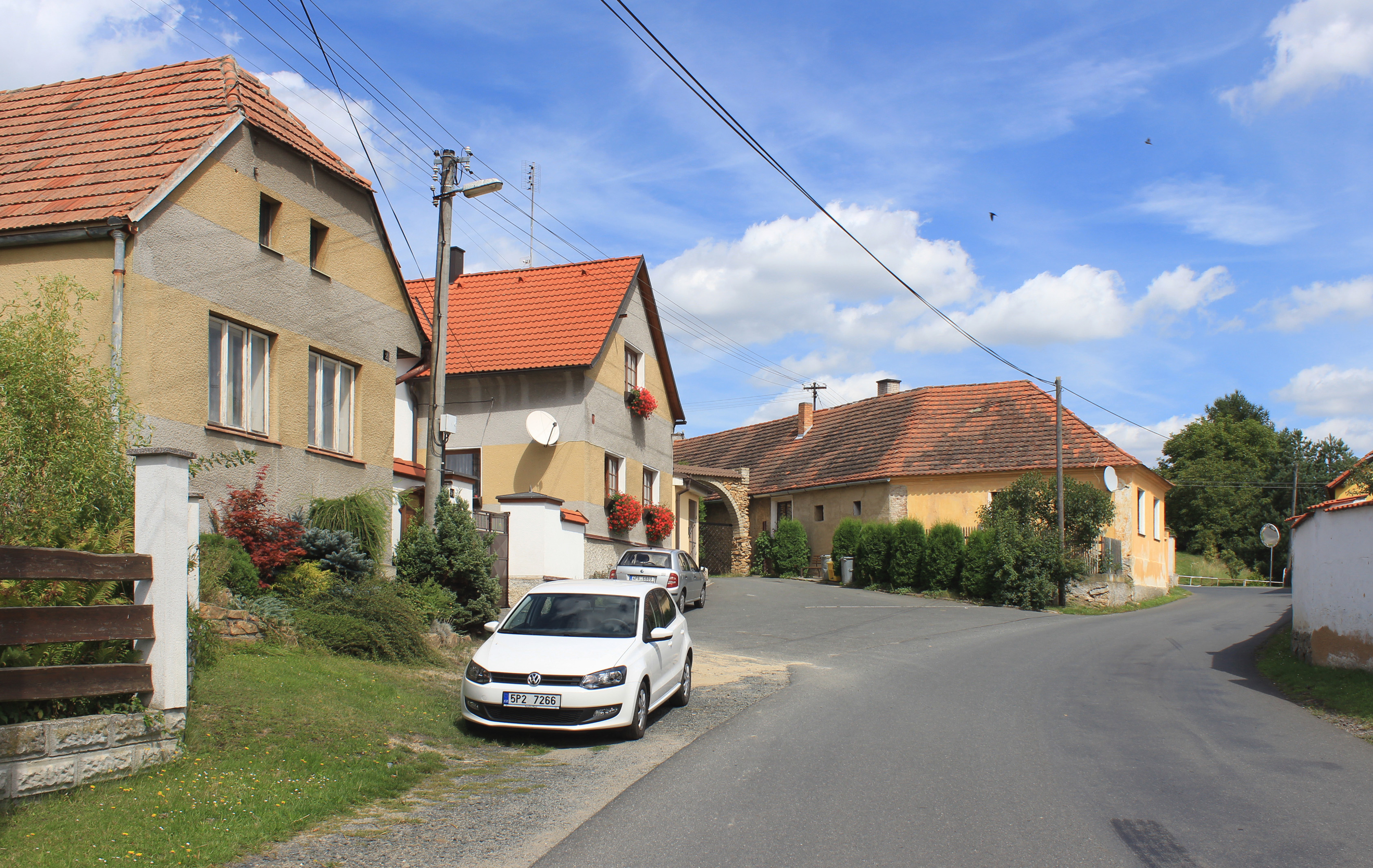
Hlavní ulice – silnice II/183
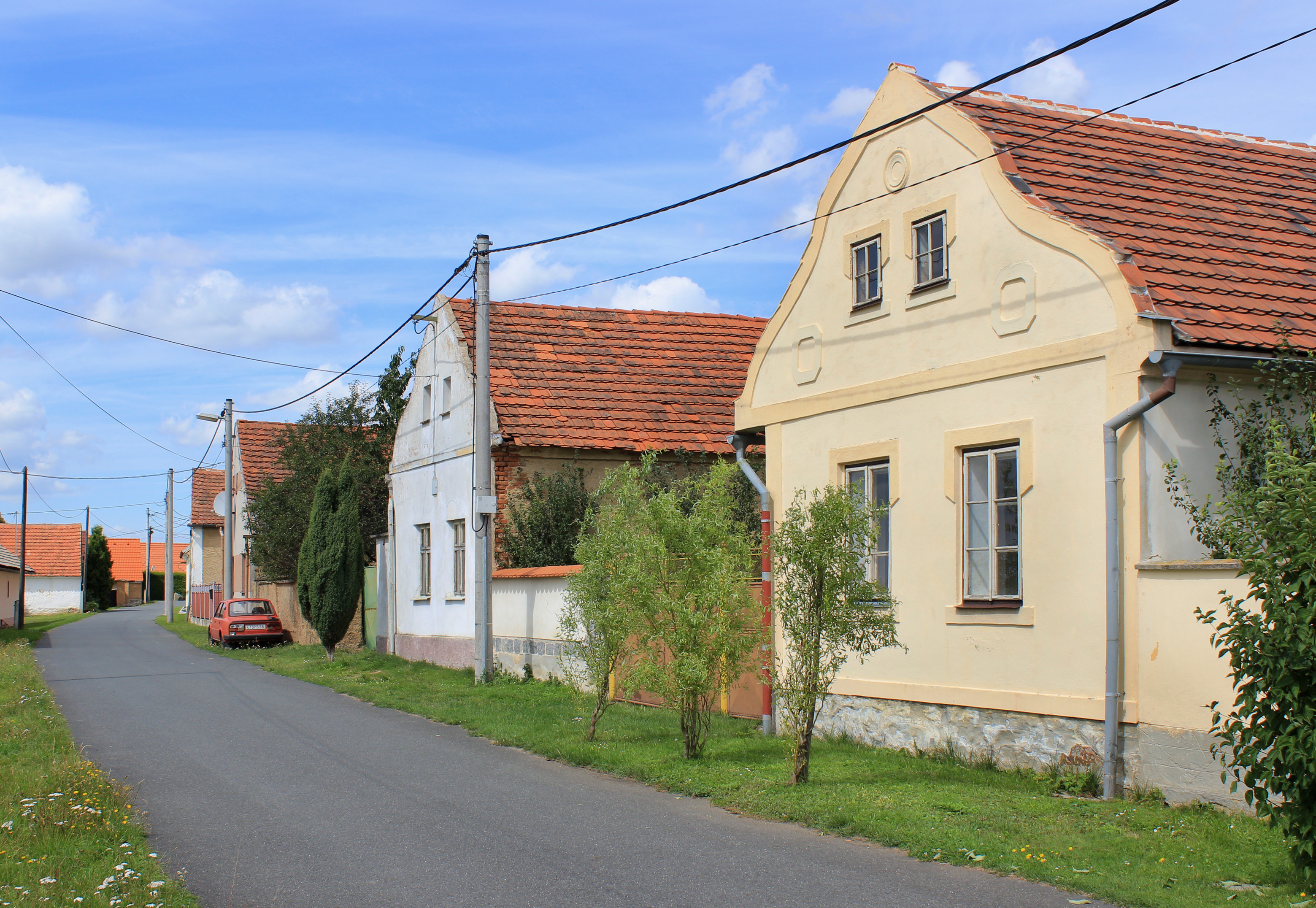
Domky v dolní části obce
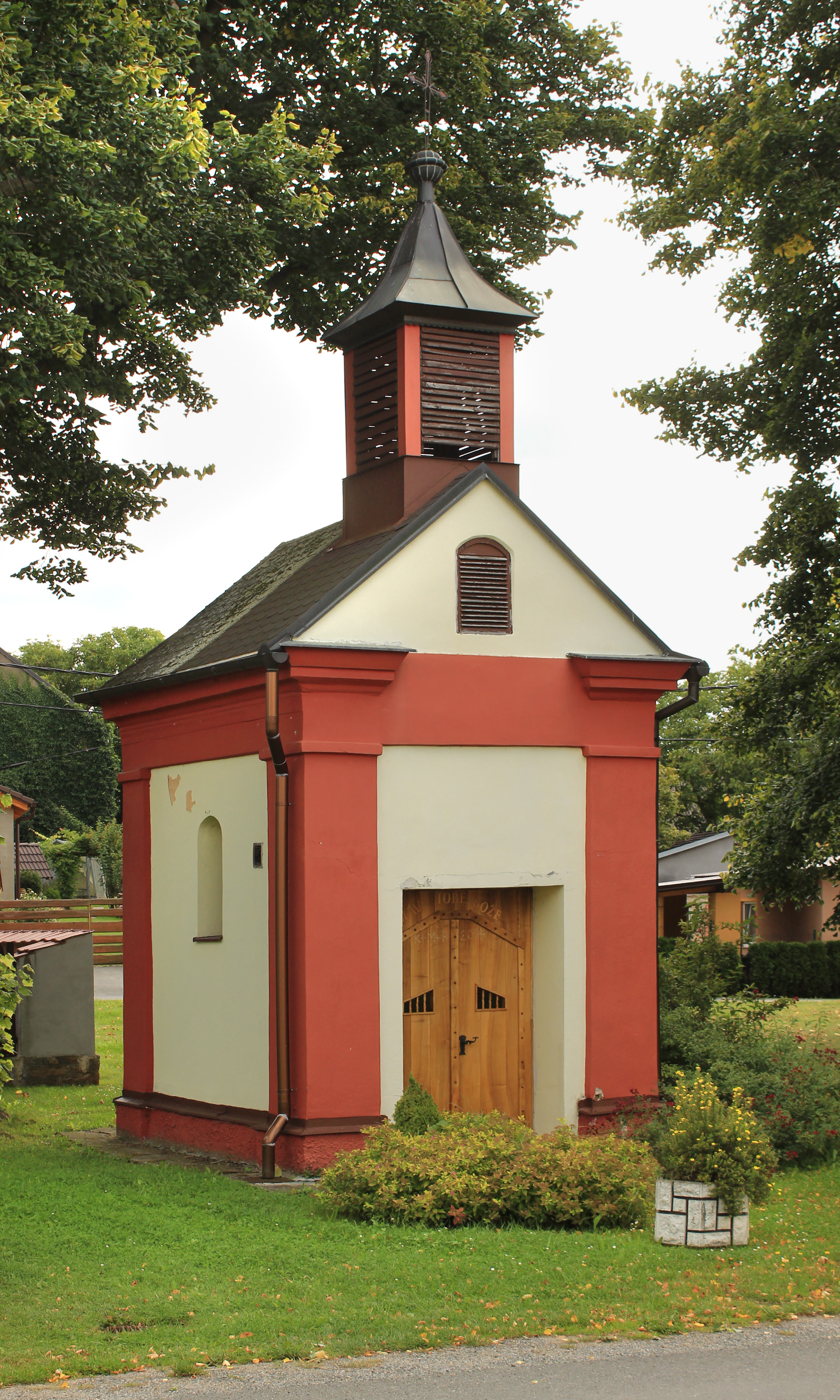
Kaple u hlavní silnice